# Pont-tunnel Louis-Hippolyte-La Fontaine
Le pont-tunnel Louis-Hippolyte-La Fontaine est un ensemble formé d'un tunnel routier et d'un pont routier qui relient Longueuil (arrondissement Le Vieux-Longueuil) à Montréal (arrondissement Mercier–Hochelaga-Maisonneuve) en passant sous le fleuve Saint-Laurent et sur l’île Charron. 

## Situation et accès
Il dessert les régions administratives de Montréal et de la Montérégie. Il s'agit du seul tunnel routier qui relie Montréal à la banlieue.

## Origine du nom
Le pont-tunnel est nommé en l'honneur de Louis-Hippolyte La Fontaine (1807-1864), homme politique canadien-français, premier ministre du Canada-Est de 1842 à 1843, qui était originaire de Boucherville.

## Historique

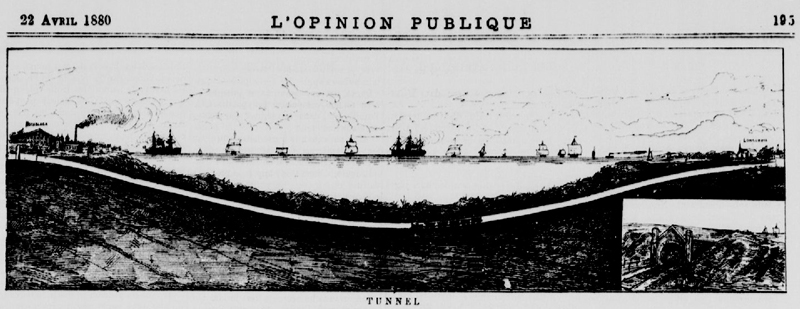
Projet de tunnel entre Montréal et la Rive-Sud publié dans L'opinion Publique, 1880.

Dès 1875, Walter Shanly, ingénieur civil, homme d'affaires et homme politique montréalais d'origine irlandaise, après avoir réalisé le tunnel ferroviaire du Hoosac, au Massachusetts, étudia la possibilité de creuser un tunnel entre Hochelaga et Longueuil.
En 1883, la construction d'un tunnel suivi d'un pont fut proposée pour en réduire la complexité et le coût.
En 1949, le gouvernement fédéral décida de construire une route transcanadienne. En 1960, la construction de sa section québécoise, de l'Ontario jusqu'à Rivière-du-Loup, fut annoncée. La largeur de la voie maritime du Saint-Laurent et son tirant d'air militent en faveur d'un pont suspendu pour relier les réseaux d'autoroutes de part et d'autre du fleuve, mais la planitude des berges nécessiterait la construction d'approches très élevées et très longues.
C'est aussi pour éviter de devoir défigurer la ville que les ingénieurs du ministère de la Voirie du Québec optèrent pour la construction d'un tunnel sous le lit du fleuve. De plus, un tunnel coûterait moins cher qu'un pont et pourrait servir d'abri en cas d'attaque nucléaire. Néanmoins, le quartier de Longue-Pointe et son église furent rasés et plus de 300 familles expropriées. En mai 1962, la décision fut prise de construire un ensemble pont et tunnel.

### Construction
Les travaux débutèrent le 15 juillet 1963. Le roc étant profond sous le lit du fleuve, la proposition du jeune ingénieur Armand Couture de construire un tunnel immergé, comme cela s'était fait pour le tunnel George Massey de Vancouver (1959), fut retenue.
Le tunnel a été principalement construit en sections préfabriquées, seules ses extrémités ayant été coulées. Par exemple, la tour de ventilation de l’île Charron a été construite sur place alors que la tour nord a été fabriquée en cale sèche puis immergée. Une cale sèche de 600 m sur 300 m fut aménagée dans le fleuve au sud-ouest de l’île Charron en mai 1965.
En huit mois, sa construction a nécessité la levée de digues de 2 millions de m³ de roc et le creusement du lit du fleuve pour atteindre une profondeur de 27 m. Sept caissons étanches de 32 000 t, dont 25 000 t d'acier d'armature ou de précontrainte (câbles), de 116,1 mètres de long par 38,5 m de largeur et 8,1 m de hauteur y furent construits. L'étanchéité des caissons fut assurée par une couche d'enduit bitumineux et de fibre de verre sur l’extérieur. Aux extrémités ils furent munis de joints en caoutchouc et temporairement scellés par des murs d'étanchéité.
La cale sèche fut ensuite remplie d'eau pour faire flotter les caissons et les amener au centre du Saint-Laurent au moyen de chalands où, lestés de 1 500 t de pierre, ils furent positionnés sur des semelles de béton au fond d'une tranchée draguée dans le lit du fleuve. Une fois en place, le mur d'étanchéité entre deux caissons était détruit afin que la pression extérieure de l'eau (10 000 t) les scelle l'un contre l'autre le temps que soit complété un joint de béton armé intérieur.
Le dernier caisson en place, en avril 1966, du sable fut injecté sous la structure pour former des fondations et deux mètres de pierre furent disposés au-dessus pour que les ancres des bateaux ne puissent l'endommager. Le tunnel est suffisamment profond pour permettre un éventuel approfondissement du chenal de navigation à 13 m.
Dernier ouvrage de la transcanadienne, le pont-tunnel fut inauguré le 11 mars 1967, juste avant l'ouverture de l'Exposition universelle de Montréal, sans que fut jamais interrompue la circulation maritime. La construction coûta 75 millions de dollars, dont 90% fut assuré par Ottawa. À son ouverture le pont-tunnel devient un objet de curiosité, et de nombreuses personnes s'y arrêtaient pour le visiter à pieds. Le tunnel demeure encore l'un des plus grands ouvrages en béton précontraint au monde.

### Rénovations
De 2006 à 2008, la dalle du pont de l’île Charron a été refaite et une voie de circulation a été ajoutée dans la direction sud. Pour ce faire, les piles et chevêtres en béton du pont ont été élargis, passant respectivement de 9,1 m et 27,1 m à 13 m et 32,2 m de largeur. Entre les chevêtres, de nouvelles poutres d'acier ont été ajoutées en amont des précédentes pour supporter les voies élargies.
Une rénovation majeure du tunnel, évaluée à 1 milliard de dollars, a débuté en novembre 2019 et durera au moins quatre ans. Les travaux prévoient la réparation de l’intérieur du tunnel (radier, murs, plafond) et de certains joints d'étanchéité, le remplacement de l’éclairage et des ventilateurs, l'ajout de systèmes anti-incendies et la modernisation de l’équipement de surveillance et de contrôle. Les voies d'approches du tunnel seront elles aussi refaites.
Le 30 juillet 2020, le ministère des Transports du Québec annonce la signature d'un contrat de 1,142 milliard de dollars avec le consortium Renouveau La Fontaine pour la conception et réalisation du projet de rénovation du tunnel. Le gouvernement du Canada contribue à hauteur de 427,7 millions de dollars et les villes de Montréal et Boucherville contribuent respectivement pour 3 et 1,1 millions de dollars.
Une manifestation a eu lieu en mars 2021 pour protester contre les mesures de confinement instaurées par le gouvernement canadien durant la pandémie de Covid 19, le collectif Les Farfadaas risquant ensuite des poursuites en se réclamant de la liberté d'expression pour justifier leur geste après avoir commandité cette action.

## Caractéristiques

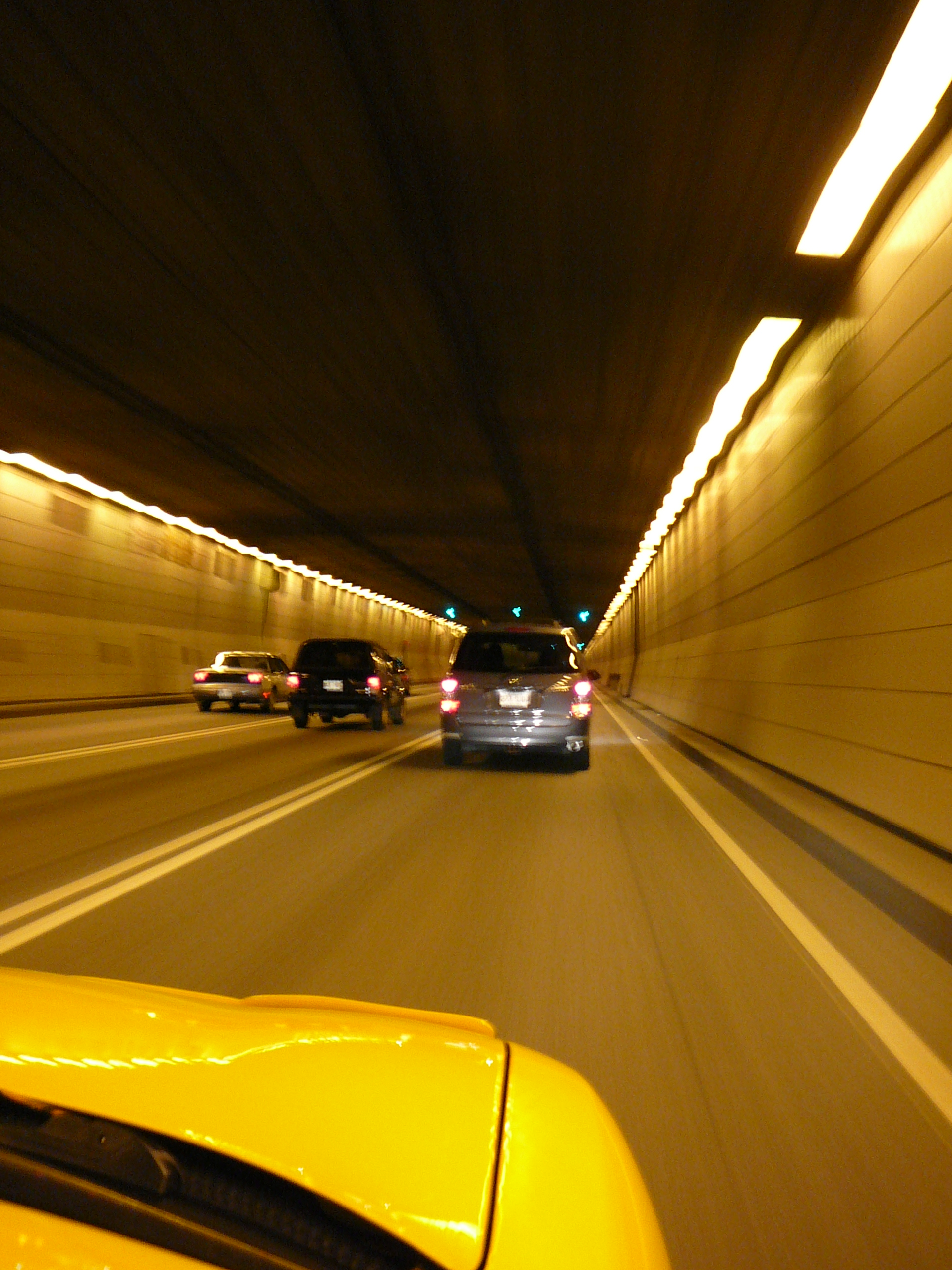
Dans le tunnel Louis-Hippolyte-La Fontaine

### Tunnel
Le tunnel, long de 1 471 mètres, se compose de deux tubes de circulation de 4,4 m de haut et de trois voies de large. Entre ces tubes un tube central loge l'équipement de drainage, d'éclairage, de ventilation et de sécurité. Le tunnel supporte une pression d'eau de 550 bars (8 000 psi) grâce à sa structure en béton précontraint utilisant des trapps.
Les sorties du tunnel sont surplombées de paralumes. Les murs ne sont pas droits pour limiter la réverbération du bruit de circulation et son amplification par résonance.

#### Ventilation
Un système de ventilation semi-transversal connecte deux tours de ventilation chacune équipée de deux cheminées de quatre ventilateurs. L'air frais aspiré de l'extérieur par une cheminée est injecté dans le tube central d'où il est distribué à un tube de circulation sur toute sa longueur.
L'air se déplace dans le sens de circulation des véhicules, et l'air vicié est soufflé vers l'extérieur par la cheminée opposée, d’où la nécessité de quatre cheminées pour deux tubes de circulation. Des détecteurs de monoxyde de carbone et de fumée contrôlent automatiquement les ventilateurs.

### Pont de l'île-Charron

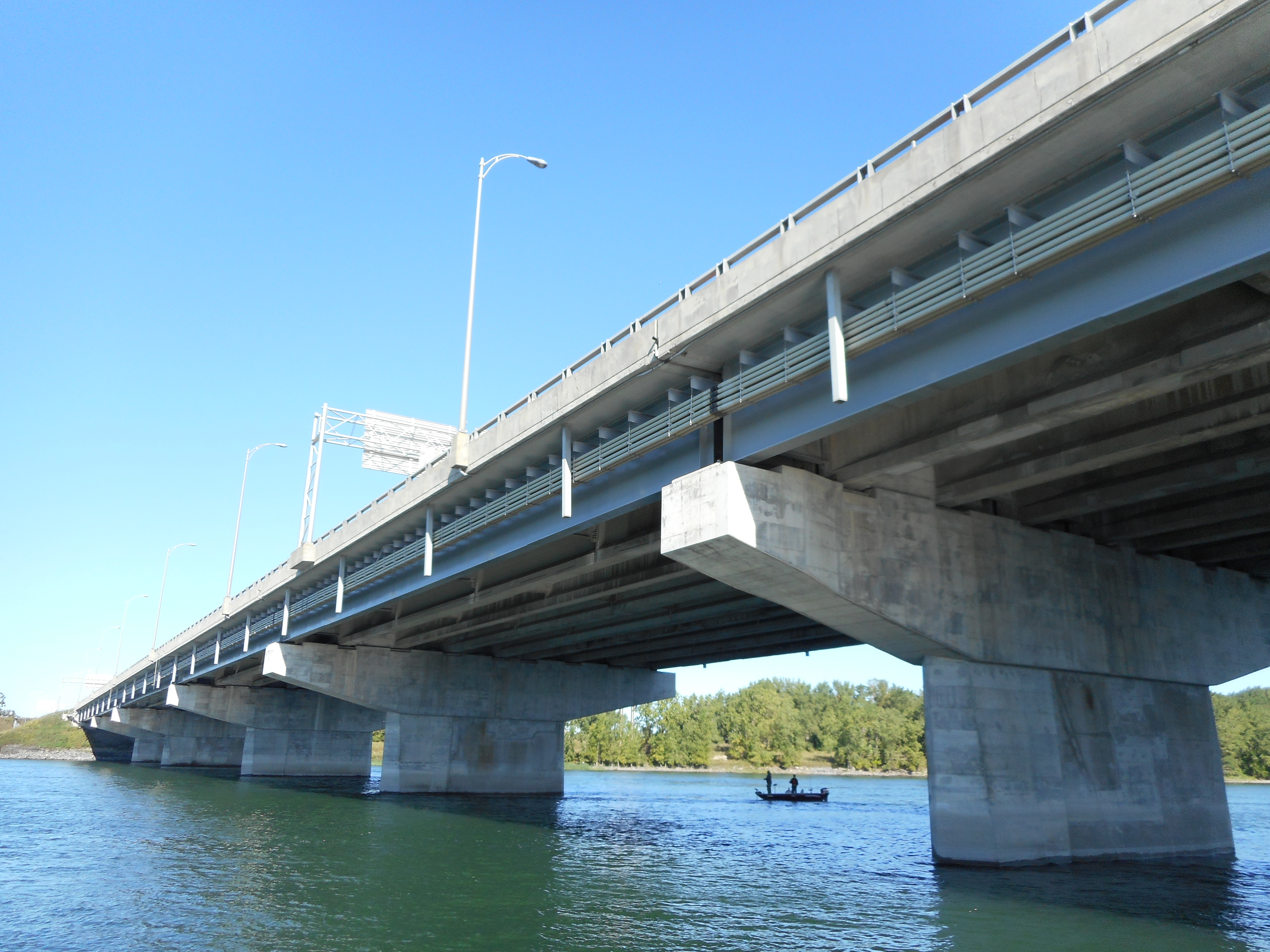
Le pont de l’île Charron.

Afin de diminuer la longueur totale à être creusée, la décision fut prise de faire aboutir le tunnel sur l'île Charron, qui fait partie de l'archipel des îles de Boucherville. Un pont dut donc être construit pour enjamber le bras d'eau restant entre l'île et la Rive-Sud. Complété en 1966, ce pont à poutres en béton précontraint et acier de neuf travées est long de 476,8 m et haut d'environ 8 m au-dessus de l'eau. Un échangeur sur l'île forme la seule voie d'accès terrestre au parc national des Îles-de-Boucherville.

## Circulation
Le tunnel est emprunté par l'autoroute 25. Il comporte six voies de circulation, soit trois par direction, qui sont séparées par un corridor de service et de ventilation, situé au centre du tunnel. Le pont de l'Île-Charron comporte sept voies de circulation, soit quatre en direction sud et trois en direction nord.
En date de 2019, en moyenne, 120 000 véhicules empruntent le pont-tunnel chaque jour, dont plus de 15 000 camions, pour un total annuel de 47,8 millions de véhicules. Le tunnel est constamment congestionné aux heures de pointe.